# 陸厚
陸厚（1418年—？），字文載，山西行都司安東中屯衛人，軍籍。明朝政治人物。進士出身。

## 生平
山西鄉試第六名。正統十年（1445年）乙丑科會試第十九名，殿試登進士第二甲第四十名。

## 家族
曾祖陸貴。祖父陸福三。父亲陸賢。